# Big Wreck
Big Wreck ist eine kanadische Rockband, die in den späten 1990er Jahren gegründet wurde.

## Geschichte
Leadsänger Ian Thornley, Gitarrist Brian Doherty, Bassist Dave Henning und Schlagzeuger Forrest Williams gründeten Big Wreck 1994 in Boston, Massachusetts während ihrer Studentenzeit am Berklee College of Music. Nach vielen kleineren Auftritten in Boston und Cambridge unterschrieben sie bei einem Major-Label und brachten darauf 1997 ihr Debütalbum In Loving Memory Of… auf den Markt. Die Single The Oaf platzierte sich in den Top 10 der amerikanischen Charts und war ein großer Erfolg für die Band. Andere Singleauskopplungen konnten in den USA nicht an den Erfolg von The Oaf anknüpfen. Im Gegenzug konnte Big Wreck in Kanada weitere Erfolge mit den zuvor gescheiterten USA-Singleauskopplungen vorweisen und landete weitere Top-10-Hits.
Im Oktober 2001 spielte Big Wreck in der Roy Thomson Hall zusammen mit dem Toronto Symphony Orchestra, den Uzume Taiko Ensemble Drummers sowie Paul Langlois und Rob Baker (beide von The Tragically Hip).
Das zweite Album der Band, The Pleasure and the Greed, erschien 2001. Es fand wegen schlechten Marketings in den USA und Kanada kaum kommerzielle Beachtung. Bereits ein Jahr später löste sich die Band auf.
Ian Thornley kehrte nach Toronto zurück und gründete die Band Thornley. Gitarrist Brian Doherty lebte in Camlachie, einer kleinen Gemeinde in der Nähe von Sarnia, Ontario, und war als Gitarrenlehrer für Kinder tätig. Doherty war außerdem Mitglied der Indie-Band Death of 8. Bassist Dave Henning und Drummer Forrest Williams verfolgten zunächst keine musikalischen Engagements mehr.
2010 kam es zur Wiedervereinigung der Band in einer neuen Besetzung, ohne Henning und Williams. Mit Paulo Neta kam neben Thornley und Doherty ein dritter Gitarrist hinzu, der bis 2017 bei der Band blieb.
Mit Albatross erschien 2011 die erste neue Single und im nachfolgenden Jahr das gleichnamige Album. 2014 legten die Kanadier mit dem vierten Studioalbum Ghosts nach. Das fünfte Studioalbum Grace Street wurde am 3. Februar 2017 veröffentlicht.
Am 22. Februar 2019 brachte Big Wreck mit Locomotive eine Single ihres neuen Albums But For the Sun heraus. Ian Thornley nannte als weitere Titel: Follow Me, Put On a Smile, und Found My Place. Das Album wurde am 30. August 2019 veröffentlicht.
Am 5. Juni 2019 verstarb der Gitarrist Brian Doherty an Krebs. Er wurde 51 Jahre alt.
Trotz dieses tragischen Verlustes gingen Big Wreck auf Tour durch Kanada und die USA. Als zweiter Gitarrist wurde Chris Caddell engagiert, der ansonsten auch in der Begleitband von Sass Jordan sowie in seiner eigenen Band namens The Wreckage spielt.
Anfang 2021 gaben Big Wreck bekannt, dass sie an neuer Musik für einen Nachfolger von …But For the Sun gearbeitet haben. Sie hatten 15 Songs für ein neues Album aufgenommen, aber darüber gesprochen, sie im Gegensatz zum herkömmlichen Albumformat in voller Länge schrittweise zu veröffentlichen. Dies war auf Ian Thornleys Überzeugung zurückzuführen, wie Musik heutzutage anders konsumiert wird, und er hatte das Gefühl, dass die Fans die große Menge an neuem Material leichter aufnehmen könnten, wenn sie jeweils eine Handvoll Songs veröffentlichen. Ungefähr zu dieser Zeit wurde auch bekannt gegeben, dass der langjährige Schlagzeuger Chuck Keeping die Gruppe einvernehmlich verlassen hatte, um sich auf die Familie zu konzentrieren, und der ehemalige Thornley-Schlagzeuger Sekou Lumumba der Band als neuer Schlagzeuger beigetreten war.
2021 veröffentlichte die Band mit Hilfe von Chad Kroeger von Nickelback die Non-album-Singles Middle Of Nowhere und Ought To Be, von denen die erste der höchste Single-Charterfolg für die Band in Kanada seit Albatross wurde, mit einer Höchstplatzierung auf #4. Diese beiden Songs wurden aufgrund ihrer Pop-beeinflussten Natur, ähnlich der der Thornley-Alben aus den 2000er Jahren, als leichte Abweichung vom Stil der Musik angesehen, die die Band normalerweise veröffentlicht. Sie würden auch die letzten Songs sein, die die Band mit dem Drummer Chuck Keeping aufgenommen hat. Die Band veröffentlichte außerdem ihre Bag of Tricks EP auf farbigem Vinyl in limitierter Auflage zum Record Store Day.
Am 7. Oktober 2021 kündigte Big Wreck die bevorstehende Veröffentlichung von Big Wreck 7.1 an, der ersten von drei EPs (letztere konsequent mit den Titeln Big Wreck 7.2 und Big Wreck 7.3, die im Laufe des Jahres 2022 veröffentlicht und letztlich zusammen kombiniert das siebte Full-Length-Album der Band ergeben). Die Lead-Single des Projekts, Bombs Away, wurde noch am selben Tag veröffentlicht. Eine zweite Single Fields (mit Daniel Greaves von The Watchmen und Ian D'Sa von Billy Talent als Hintergrundgesang) wurde am 12. November 2021 veröffentlicht. Big Wreck 7.1, die erste der drei EPs, wurde am 19. November 2021 veröffentlicht, und die Band kündigte eine 15-tägige Tournee durch Kanada an. Die erste Hälfte der Tour wurde aufgrund der anhaltenden COVID-19-Pandemie auf das Frühjahr 2022 verschoben. BRKN LOVE und Monster Truck waren die Vorbands auf der Tour.
Die Band veröffentlichte am 4. März 2022 als Reaktion auf den anhaltenden russisch-ukrainischen Krieg ein Cover von Stings Russians auf ihrer Bandcamp-Website. Alle Erlöse aus der Veröffentlichung wurden dem UNHRC gespendet. Am 6. Mai 2022 veröffentlichte die Band die dritte Single des Projekts mit dem Titel Spit It Out für kanadische Radiosender. Am 1. Juni 2022 kündigte die Band die Veröffentlichung von Big Wreck 7.2 zusammen mit einer Kampagne an, die es den Leuten ermöglicht, die EP in verschiedenen Formaten vorzubestellen, von denen eines einen Bonustrack enthält. Jede Vorbestellung ermöglicht es den Leuten, an einer Verlosung teilzunehmen, um einen Turntable und eine einmalige Pressung der EP zu gewinnen. Big Wreck 7.2 wurde am 17. Juni 2022 veröffentlicht und Big Wreck 7.3 schließlich am 24. März 2023.
Am 24. November 2023 veröffentlichten Big Wreck eine weitere EP mit 6 Tracks, die den Namen Pages trägt.

## Diskografie

### Alben
- 1997: In Loving Memory Of … (Atlantic/Warner)
- 2001: The Pleasure and the Greed (Atlantic/Warner)
- 2012: Albatross (Anthem Records/Warner)
- 2014: Ghosts (Zoe Records)
- 2017: Grace Street (New Rounder/Concord)
- 2019: …But for the Sun (New Rounder/Concord)
- 2021: Big Wreck 7.1 (WEA International)
- 2022: Big Wreck 7.2 (WEA International)
- 2023: Big Wreck 7.3 (WEA International)
- 2023: Pages (Sonic Unyon Records)

### Singles
- 1997: The Oaf
- 1998: That Song
- 1998: Blown Wide Open
- 1998: Under the Lighthouse (Nur in Kanada veröffentlicht)
- 2001: Inhale (2001)
- 2001: Ladylike (Nur in Kanada veröffentlicht)
- 2001: Knee Deep (Nur in Kanada veröffentlicht)
- 2011: Albatross
- 2012: Wolves
- 2014: Come What May
- 2014: Ghosts
- 2014: Hey Mama
- 2017: One Good Piece of Me
- 2017: Digging In
- 2017: You Don't Even Know
- 2019: Locomotive
- 2019: Too Far Gone
- 2019: One More Chance